# Mesosemia teulem
Mesosemia teulem is een vlindersoort uit de familie van de prachtvlinders (Riodinidae), onderfamilie Riodininae.
Mesosemia teulem werd in 1995 beschreven door Brévignon.